# Peucetia latikae
Peucetia latikae är en spindelart som beskrevs av Benoy Krishna Tikader 1970. Peucetia latikae ingår i släktet Peucetia och familjen lospindlar. Inga underarter finns listade i Catalogue of Life.